# Phyllodromica barbata
Phyllodromica barbata es una especie de cucaracha del género Phyllodromica, familia Ectobiidae. Fue descrita científicamente por barbata Bohn en 1999.
Habita en España.